# Barrio Nuevo, Amatenango de la Frontera
Barrio Nuevo är en ort i Mexiko.   Den ligger i kommunen Amatenango de la Frontera och delstaten Chiapas, i den sydöstra delen av landet, 900 km sydost om huvudstaden Mexico City. Barrio Nuevo ligger 856 meter över havet och antalet invånare är 155.
Terrängen runt Barrio Nuevo är bergig norrut, men söderut är den kuperad. Barrio Nuevo ligger nere i en dal. Runt Barrio Nuevo är det ganska tätbefolkat, med 96 invånare per kvadratkilometer. Närmaste större samhälle är Motozintla de Mendoza, 16,0 km sydväst om Barrio Nuevo. I omgivningarna runt Barrio Nuevo växer huvudsakligen savannskog.